# Сомалі на літніх Олімпійських іграх 2016
Сомалі на літніх Олімпійських іграх 2016 було представлене 2 спортсменами в 1 виді спорту. Жодної медалі олімпійці Сомалі не завоювали.

## Спортсмени
| Дисципліна     | Чоловіки | Жінки | Разом |
| -------------- | -------- | ----- | ----- |
| Легка атлетика | 1        | 1     | 2     |
| Разом          | 1        | 1     | 2     |

## Легка атлетика
Сомалі отримала два гарантованих місця (по одному кожної статі) від IAAF на змагання з легкої атлетики.
Легенда
- Нотатка – для трекових дисциплін місце вказане лише для забігу, в якому взяв участь спортсмен
- Q = пройшов у наступне коло напряму
- q = пройшов у наступне коло за добором (для трекових дисциплін найшвидші часи серед тих, хто не пройшов напряму; для технічних дисциплін увійшов до визначеної кількості фіналістів за місцем якщо напряму пройшло менше спортсменів, ніж визначена кількість)
- NR = національний рекорд
- N/A = коло відсутнє у цій дисципліні
- Bye = спортсменові не потрібно змагатися у цьому колі

Трекові і шосейні дисципліни
| Спортсмен       | Дисципліна                    | Попередній забіг | Попередній забіг | Півфінал   | Півфінал   | Фінал      | Фінал      |
| Спортсмен       | Дисципліна                    | Час              | Місце            | Час        | Місце      | Час        | Місце      |
| --------------- | ----------------------------- | ---------------- | ---------------- | ---------- | ---------- | ---------- | ---------- |
| Мохамед Мохамед | біг на 5000 метрів (чоловіки) | 14:57.84         | 24               | Н/Д        | Н/Д        | Не пройшов | Не пройшов |
| Мар'ян Нух Мусе | біг на 400 метрів (жінки)     | 1:10.14          | 8                | Не пройшла | Не пройшла | Не пройшла | Не пройшла |